# Mastino spagnolo

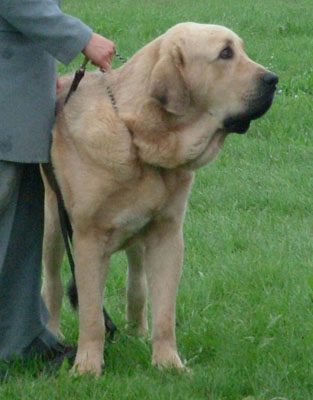
Mastino spagnolo

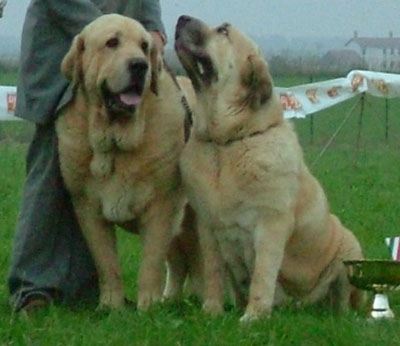
Due esemplari

Il Mastino spagnolo è una razza di cane molossoide tipo cane da montagna, tra i più grossi ed imponenti: la sua taglia ha come limite minimo per i maschi 77 cm e per le femmine 72 cm; ma si desidera che queste misure siano ampiamente superate, preferendo che i maschi superino gli 80 cm e le femmine i 75 cm. È stato da sempre impiegato nella pastorizia come guardiano delle greggi contro i lupi.

## Storia
Forse introdotto nella penisola iberica dai mercanti fenici, forse giuntovi al seguito di greggi di ovini, comunque citato da Virgilio nelle Georgiche (...il vigoroso Molosso iberico...) è tradizionalmente legato al mondo della pastorizia.
Nel 1273 gli allevatori di Castiglia, León ed Estremadura fondarono l'Honrado Concejo de La Mesta y Pastos de Castilla, allo scopo di regolamentare l'allevamento ovino. Negli atti ufficiali del Concejo si stabiliscono, tra le altre cose, le norme per il possesso dei cani che accompagnano il gregge, proponendo un rapporto ottimale di 5 mastini ogni 1000 pecore (con una media, nei secoli XV e XVI, di una popolazione di 2500000 pecore nei territori di Castilla, possiamo calcolare che circa 12000 mastini svolgevano il loro compito di guardiani), ma anche quale deve essere il loro trattamento, quanto devono mangiare i cani (a loro viene riservata la stessa quantità di cibo dei pastori), e si prevedono sanzioni per gli abusi. 
Sebbene si trattasse di una razza profondamente legata al mondo agricolo-pastorale, il Mastino è sempre stato amato anche dai grandi proprietari terrieri e dai nobili, al punto che talvolta veniva ammesso alla corte reale, come testimoniato dall'opera "Las Meninas" di Diego Velázquez, che ritrae l'Infanta Margarita e le sue dame in compagnia del grosso cane. Ci sono testimonianze della presenza di Mastini spagnoli anche accanto ai conquistadores del Nuovo Mondo: Diego de Salazar ebbe accanto "Becerrillo" , e il cucciolo di questo, "Leoncillo", accompagnava Nùñez de Balboa. Tali cani, opportunamente protetti tramite corazze leggere veniveno impiegati come cani da guerra contro gli indios. Si legge talvolta della presunta esistenza di due tipologie di mastino, il "Mastin Ligero", di corporatura più snella e asciutta, utilizzato per la caccia, ed il "Mastìn Pesado", il tipo pesante che conosciamo come custode del gregge, ma i maggiori esperti smentiscono queste affermazioni.
La razza entra nella cinofilia ufficiale dopo il 2° conflitto mondiale, il primo standard di razza venne stilato nel 1949. Venuta meno l'esigenza di accompagnare le transumanze, negli ultimi decenni il numero di mastini spagnoli si è ridotto, ma continua ad essere presente accanto ai pastori. anche nelle più prestigiose linee di allevamento "da expo" si reintroduce periodicamente sangue di soggetti rustici.

## Descrizione
La corporatura massiccia, la pelle lassa, la giogaia abbondante, le orecchie pendenti, e lo sguardo tranquillo, unitamente all'indole pacata, trasmettono a chi non conosce la razza una sensazione di cane pigro ed indolente e con scarse attitudini all'azione. Al momento del bisogno però la forza del mastino si rivela in maniera esplosiva, con scatti che stupiscono il neofita per velocità ed agilità insospettate. La selezione operata dal lavoro di custode delle greggi transumanti negli sterminati territori di Castilla, dove spostamenti quotidiani di 30 km erano la norma, gli ha fornito anche una notevolissima resistenza di fondo nel camminare.

## Carattere
Tipico dei grandi pastori-custodi, tranquillo, distaccato, indipendente e protettivo.
Al contrario di molte razze giganti, caratterizzate da un'aspettativa di vita molto bassa, il mastino spagnolo raggiunge tranquillamente i 10-12 anni di vita.